# Ганс Роденберг
Ганс Роденберг (нім. Hans Rodenberg, справжнє призвище — Розенберг, нім. Hans Rosenberg, 2 жовтня 1895, Люббекке — 7 березня 1978, Берлін) — політичний і культурно-громадський діяч НДР, перекладач, Герой Праці НДР (1960), член Німецької Академії мистецтв у Берліні. Член СЄПН. З 1954 — член ЦК СЄПН. Член Державної Ради НДР.

## Біографія
Батько Ганса Розенберга був євреєм, мати померла через 6 днів після його народження. Ганс змінив букву «s» на букву «d» у своєму прізвищі коли почав грати у театрі. 1908 року, коли Гансу було 13 років, його батько збанкрутів і покінчив життя самогубством, після чого Ганс з мачухою переїхали у Берлін.
1917 року, під час Першої світової війни, був призваний у армію і відправлений на східний фронт. З 1919 по 1931 роки працював актором і режисером у театрах Берліна. Зблизився з компартією Німеччини і працював у її пропаганді.
1932 року був запрошений верхівкою радянської влади у СРСР, де працював у керівництві радянсько-німецької кіностудії «Межрабпомфильм». Отримав радянське громадянство. Під час ДСВ працював на радіомовленні. У 1948 році разом з донькою повернувся у НДР і отримав новий паспрт. В 1952-58 роках — головний директор кіностудії художожніх фільмів ДЕФА, з 1958 року — професор вищої кінематографічної школи.
Написав сценарій до фільму «Червоний капелюшок», знявся у кінофільмі.
Перекладав твори Т. Шевченка. Поезії Шевченка почав перекладати наприкінці 1930-х років разом з групою поетів, під час перебування в СРСР. Переклав 23 твори, серед яких — поеми «Варнак», «Марина», «Сліпий», «Гоголю» тощо. Переклади увійшли до двотомного «Кобзаря» німецькою мовою, виданого 1951 року в Москві.

## Виноски
1. 1 2  Deutsche Nationalbibliothek Record #118601695 // Gemeinsame Normdatei — 2012—2016.
2. 1 2  Filmportal.de — 2005.
3. 1 2  Hans Rodenberg[недоступне посилання] на сайті Gesellschaft für Literatur [Архівовано 2015-08-26 у Wayback Machine.]. (нім.)